# 小薬英斗
小薬 英斗（こぐすり えいと、2006年度生まれ ）は、日本の男性俳優、声優。劇団ひまわり所属。

## 人物
特技は音読、朗読。

## 出演

### テレビドラマ
- わたしを離さないで（2016年、レギュラークラスメイト）

### 吹き替え

#### 映画
- アダム&アダム（チャック〈カスラ・ウォン〉）

#### アニメ
- ロン 僕のポンコツ・ボット（バーニー）

### 舞台
- 変わり咲きジュリアン（糸屋誠一〈幼少〉）
- 新選組（2017年）
- リチャード三世（2017年、ヨーク）